# Mariano Fiallos Gil
Mariano Fiallos Gil (León, 16 de diciembre de 1907 - 7 de octubre de 1964) fue un humanista, escritor y abogado nicaragüense que impulsó y logró, junto con la comunidad universitaria, la autonomía de la entonces Universidad Nacional Autónoma de Nicaragua (UNAN) con sede en la ciudad de León.

## Biografía
Nació en León, el 16 de diciembre de 1907. Curso la educación primaria, secundaria y universitaria en su ciudad natal. En 1926, obtuvo el título de Bachiller del Instituto Nacional de Occidente. Ingresó a la Universidad de León y se graduó en 1933, de la facultad de Derecho. Casado con la española, Soledad Oyanguren López de Arechaga, con quien tuvo 5 hijos e hijas.

## Vida pública
En 1934 ocupó un cargo en el poder judicial y formó el grupo PROA (Patria, Renovación, Optimismo, Acción), que propugnó un cambio dentro del Partido Liberal en el poder. Sin embargo, fracasaron, integrándose sus miembros al primer gobierno del presidente Anastasio Somoza García. En 1937 se dedicó a la agricultura. 
En 1941 fue nombrado Director del Consejo Técnico del Ministerio de Instrucción Pública y, en 1943, viceministro de la misma institución. Ya en ruptura con Somoza, fue nombrado Embajador en Guatemala durante el gobierno efímero de Leonardo Argüello, que duró 27 días. 
En 1948 asistió como periodista a la IX Conferencia Panamericana reunida en Bogotá, Colombia. Posteriormente, se trasladó a los Estados Unidos y regresó al país, ocupándose de la agricultura.

## Forjador de la Autonomía Universitaria en Nicaragua
En 1957 asumió la Rectoría de la Universidad Nacional y obtuvo, el 25 de marzo de 1958, la autonomía de la enseñanza universitaria financiada por el Estado. Él se autodefinió como humanista beligerante.
Fue con Fiallos Gil que la Universidad- ya autónoma- reinició un proceso de refundación y puesta al día, de clara fundamentación ideológica y decidida apertura humanista. Así, decidió cambiar el viejo lema latino "Sic itur ad astra" de la vieja Universidad, por el progresista "A la libertad por la Universidad". En 1959 ocurrió en una calle de León la masacre del 23 de julio, en la que la Guardia Nacional le disparó a una multitud de estudiantes, causando 4 muertos y varios heridos. Fiallos condenó la masacre.
En menos de veinte años de gestión la Universidad aumentó su rendimiento y número de alumnos: de 919, en 1957, a 14,093, en 1976. 

## Su obra escrita
Los últimos años de su vida recopiló sus ensayos dispersos de educación y literatura, sobresaliendo "Panorama Universitario Mundial" (1961); "El proceso cultural centroamericano" (1964) 
y otros que se apegan al ámbito local: "León, campanario de Rubén" (1958) y "Salomón de la Selva, poeta de la humildad y la grandeza" (1963). 
Dentro de su obra literaria sobresale el libro de cuentos "Horizonte Quebrado" (1959).

## Muerte
Murió en León, el 7 de octubre de 1964 a los 56 años de edad. 